# Ruscsák Antal
Regeteruszkai Ruscsák Antal másképp Hrustyák (1804. február 12. – Szkicó, 1887. március 9.) római katolikus plébános, több megye táblabírája.

## Élete
1829. október 7-én szentelték pappá, majd káplánként szolgált Nádason. 1833-ban plébános lett Kormoson (Hont). 1840-től névedi adminisztrátor, 1842-től Nagyfajkürtön, 1846-ban nyugalomba vonult.
1849 tavaszán beállt a honvéd tüzérséghez. Tűzmester, júliustól hadnagy lett, egy egyfontos üteg parancsnoka a Kazinczy-hadosztályban. A szabadságharc miatt bujdosni kényszerült. 1851-ben részt vett a Pataki (Piringer)-féle szervezkedésben. Letartóztatták, de bizonyíték hiányában elengedték (Bécs, 1852.). Egyházi elöljárósága 6 év zárdafogsággal büntette, melyet Tirolban töltött.
1857–1859 között adminisztrátor volt Únyon (Esztergom), 1867-től Dévényújfaluban élt. A Pozsony megyei Honvédegylet tagja volt. 1875-től Szkicón élt.

## Művei
- Epicedium piis manibus Dni Emerici Kováts, dum... 1824. kal. Julii III. aetatis L. professoratus XXIII. tumulo inferretur in perenne grati animi monimentum obtulerunt ejus devoti auditores et amici perpetui. Posonii. (Költ.)
- Carmen lyrico Sapphicum... Dno Josepho Orgler munus superioris per districtum litterarium Posoniensem directoris... obtulerunt in r. scient. academia Posoniensi linguae graecae auditores, die 22. m. Junii anno Dni 1824. Uo.
- Onomasticon quod... Joanni Bapt. Sirchich-Horvát de Kis-Sira et Szkala-Ujfalu, dum 8. kal. Julii... 1825. nomini sui festum celebraret. Uo. (Költ.).
- Onomasticon Rev... Dno Jos. orgler, occasione solennis nominis sui festivitatis 14. kal. april. 1825. nomine coauditorum oblatum. Uo. (Latin és görög költ.).
- Proseuticon quod Cels. imperii austr. principi Dno Josepho Pálffy ab Erdőd, dum 17. kal. Sept... 1825 munus per provinciam Poson. supremi comitis capesseret, obtulit r. scient. academiae Poson. athenaeum jurisprudentiae anno altero. Uo. (Költ.).
- Acrostichis quam... Dno Paulo Szlemenics, dum memoriam sui nominis die conversionis S. Pauli apostoli celebraret, in perenne grati animi monimentum obtulerunt ejus devoti auditores et cultores perpetui. Uo. 1825. (Költ.)
- Sirkeserv, mellyel T. és N. Jánoky Borbála aszszonyságnak néhai T. Tajnai és Tiszahegyesi idősb Tajnay János úr özvegyének, f. 1845 év Sept. 10-kén Ó-Gyallán történt gyászos elhunytát ünnepélyesíté. Nyitra. (Költ.).
- Gamelion, mellyet Mélt. Révai báró Révai Simon úr, T. N. Thuróczvármegye fő-ispánjának: és néh. Mélt. Tajnay János ur kisasszonyával Mária... Ő Nagyságával Sz. Helena, mint egybekelésük ünnepén énekelt. Uo. év n.
- Hősversezet, melyet Tek... ocskói Ocskay Ignácz urat... hg. Kopácsy József... Magyarország és egyház primása... ő kegyét, nemes verebélyi és szentgyörgyi egyesült székeknek maga után való Főkormányzójává kegyesen kinevezné... Verebély mezővárosában... 1845. júl. 2. ünnepélyesen elfoglalá... üdvözlé. Uo.
- Ehren- und Lobrede, welche an dem hohen Feste des glorwürdigsten Heiligen Aurelii Augustini... im Gotteshause zu Tirnau, im J. 1846. vorgetragen. Tirnau, 1847.
- Sappho-üdvözlény, Mélt. Erdődi Pállfy Móricz gróf tiszteletére, midőn T. N. Pozsonymegye főispányhelytartói székét elfoglalná. Uo. 1847. (Költ.)
- Ιλαστηριον quo memoriam Dedicationis Basilicae Strigoniensis... A. D. 1856. celebravit, exsul... Oeniponti, 1856.
- Magyarische Kursivschriftbuchstaben mit ihrer Aussprache. Magyar folyóírási hangjegyek kimutatásukkal. Herausgegeben aus dem Manuscript. Magyar nyelvtanbeli jegyzetek, illető feleletül. Anmerkungen aus der magyarischen Sprache als eine Antwort. Uo. 1857.